# NGC 4259
NGC 4259 (другие обозначения — UGC 7359, ARAK 356, MCG 1-31-51, VCC 342, ZWG 42.12, NPM1G +05.0335, PGC 39657) — линзообразная галактика (S0) в созвездии Девы. Открыта Джоном Гершелем в 1827 году.
Галактика наблюдалась на VLA с целью обнаружить излучение атомарного водорода, но он не был найден. При этом у галактики нет следов недавних взаимодействий с другими галактиками.
Галактика входит в группу галактик NGC 4261, которая в среднем находится от нас на в два раза большем удалении, чем скопление Девы.
Этот объект входит в число перечисленных в оригинальной редакции «Нового общего каталога».